# Louis Huysmans
Jean Louis Arnold Hubert Huysmans (Hasselt, 15 november 1844 - Sainte-Adresse (Frankrijk), 9 september 1915) was een Belgisch liberaal politicus en minister van Staat.

## Levensloop
Louis Huysmans was een zoon van de koopman Jean Huysmans en van Marie Bruyninx. Hij trouwde met Emilie Janson, de zus van Paul Janson.
Hij promoveerde tot doctor in de rechten (1866) aan de Katholieke Universiteit Leuven en vestigde zich als advocaat in Brussel. Hij was stafhouder in 1891-1893.
Hij ging in de politiek en werd eerst provincieraadslid in de provincie Brabant van 1875 tot 1892.
Hij werd liberaal volksvertegenwoordiger voor het arrondissement Brussel van 1892 tot 1894, in opvolging van Edmond Nerincx. Hij werd opnieuw verkozen in 1900 en vervulde het mandaat tot aan zijn dood. Huysmans was vooral actief in politieke zaken die betrekking hadden op Kongo-Vrijstaat en op het latere Belgisch-Kongo.
In 1912 werd hij benoemd tot minister van Staat.
Zijn koningsgezindheid en zijn patriottisme waren groot. Bij het uitbreken van de Eerste Wereldoorlog vluchtte hij met zijn gezin naar de Franse voorstad van Le Havre,  Sainte-Adresse, waar de Belgische regering zich had gevestigd.
In 1915 stierf hij er. Net voor zijn dood had hij een envelop gegeven aan zijn zoon. Deze envelop die pas na zijn dood mocht opengemaakt worden, bevatte een afscheidsbrief gericht aan de Belgische koning en het Belgische volk. Huysmans drukte de hoop uit dat de Duitse bezetters, die hij de barbaren noemde, vlug uit het land verdreven zouden worden. Huysmans werd volgens zijn laatste wilsbeschikking in Frankrijk begraven. Op zijn grafsteen staat een eenvoudig kruis met de woorden: "Gestorven voor het vaderland".